# Xavier Rolet
Pour les articles homonymes, voir Rolet.
Xavier Rolet, né le 12 novembre 1959 à Aix-les-Bains, est un banquier français, directeur général de la société de gestion d’actifs CQS. Il fut le chief executive officer de la Bourse de Londres de mars 2009 à novembre 2017.

## Biographie
Fils de militaires, il naît en Savoie, puis vit ses premières années en Algérie avant de passer sa jeunesse à Sarcelles,.
Grâce à une bourse du Rotary, il obtient une maîtrise en administration des affaires à l'université Columbia à New York en 1981. Également diplômé d'Euromed Management (aujourd'hui Kedge Business School depuis sa fusion avec Bordeaux Ecole de Management) à Marseille et de l'Institut des hautes études de défense nationale, il s'est investi deux ans au sein de la Junior-Entreprise Marketing Méditerranée, puis il est embauché par Robert Rubin à Goldman Sachs à New York où il travaille 10 ans, puis fait carrière dans plusieurs grandes banques internationales dont Kleinwort Benson et Crédit suisse First Boston.
Il entre chez Lehman Brothers à New York en 2000. Nommé directeur général exécutif de la filiale française de cette banque en 2008, il la redresse jusqu'à son rachat par le japonais Nomura Holdings.
Il participe aux éditions 2007 et 2008 du Rallye Dakar et finit 82e de l'edition 2009 avec Jean-Louis Juchault.
Il rejoint le conseil d'administration de la Bourse de Londres en mars 2009 et le 20 mai, succède à Clara Furse à la tête du groupe qui compte les Bourses de Londres et de Milan, société dont il a été membre du comité de conseil stratégique, comme pour NYSE Euronext, NASDAQ Europe et Deutsche Börse.
Ses premières actions à la direction de la Bourse de Londres sont la baisse des tarifs pratiqués et l'investissement dans les nouvelles technologies avec le rachat de Millenium IT. Il négocie également le rachat de la plateforme de négoce alternative Turquoise, ainsi que de 50 % des parts de FTSE International détenues par Pearson, lui en donnant ainsi le contrôle. Le 1er mai 2013, il acquiert une majorité de contrôle dans la plus grande société mondiale de compensation : LCH.Clearnet Ltd.
En 2018, il intègre le conseil d'administration du fabricant russe d’engrais PhosAgro.
En janvier 2019, Xavier Rolet devient directeur général de la société de gestion d’actifs londonienne CQS. Et il est également nommé président de PhosAgro.
Xavier Rolet est membre du conseil de surveillance de la Columbia Business School, vice-chairman de la Fédération mondiale des Bourses (en) (WFE), et sociétaire honoraire (FCSI/Hon) de l'Institut britannique des marchés financiers et de l'investissement (en)).
Considéré comme un porte-parole du lobby russe à Londres, il est en désaccord avec les sanctions prises à la suite du conflit russo-ukrainien. S'il refuse un temps à démissionner de son poste au sein de la compagnie russe PhosAgro, en mars 2022, il annonce qu'il le quitte,.